# Nahverteidigungswaffe

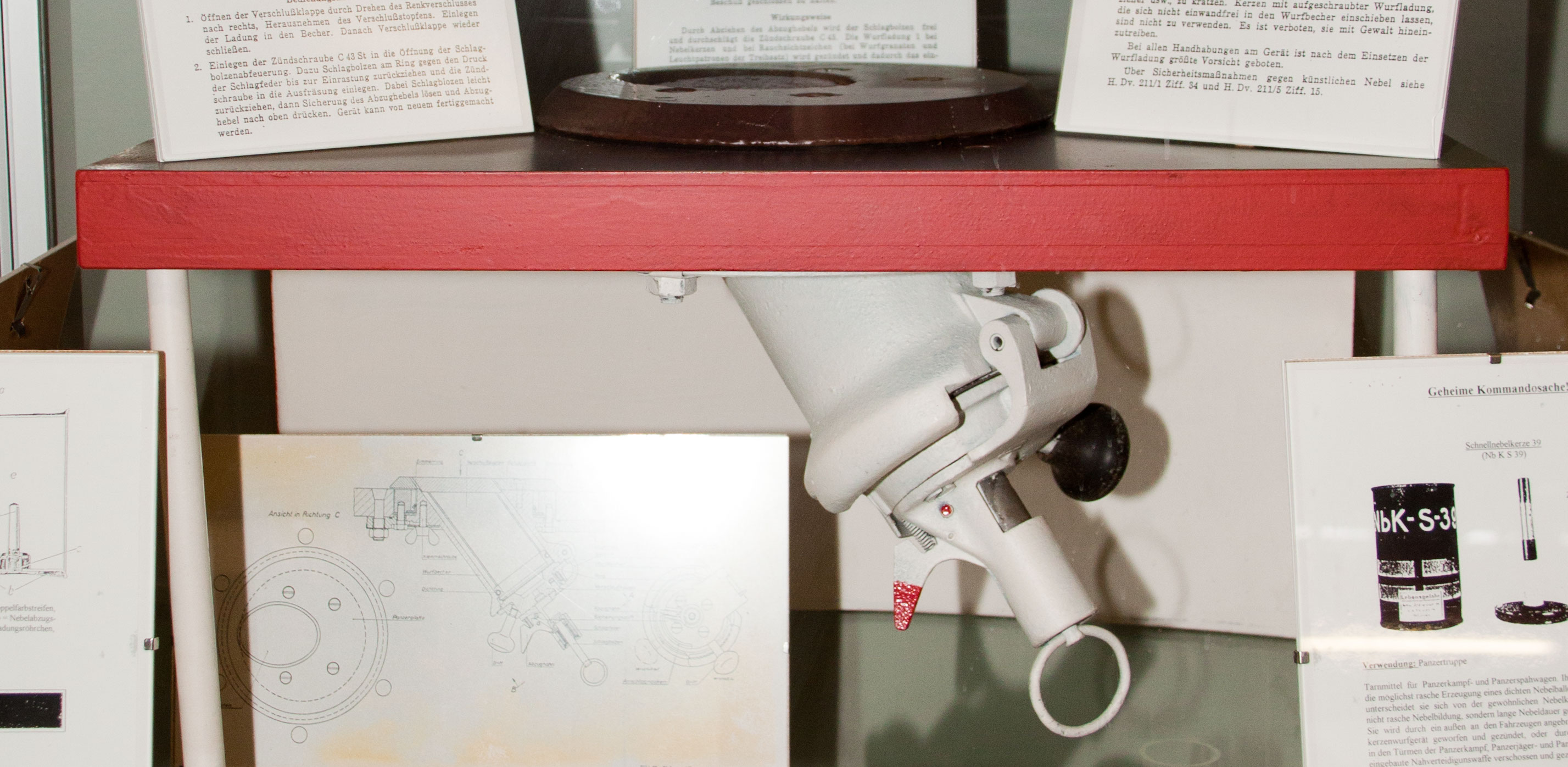
A Nahverteidigungswaffe a munsteri páncélosmúzeumban

A Nahverteidigungswaffe (magyarul: körvédő fegyver) német fejlesztésű, páncélosban alkalmazott védőfegyver, melyet a második világháború második szakaszában alkalmaztak. Az eszközt a harckocsik és rohamlövegek tetőpáncéljába építették be, mellyel a 360 fokban körbeforgatható csőből közvetlenül támadhatóak lettek az ellenséges gyalogsági csapatok, amelyek lerohanták a járműveket. A 9,2 cm űrméretű füstgránátvető lőszerét – Schnellnebelkerze 39 (NbK-S-39) – alkalmazhatták belőle, melynek gyártását már 1943 júniusában leállították tűzveszélyessége miatt, majd később újraindították a gyártást repesztöltettel, illetve a német gyalogságnál rendszeresített 2,6 cm-es rakétapisztoly is alkalmazható volt belőle, melyhez repeszgránátot rendszeresítettek 2,6-cm-Sprenggranatpatrone 326 LP Pz für Leucht- oder Kampfpistole néven. A 2,6 cm-es páncélosokba rendszeresített gránát (2,6-cm-Sprenggranatpatrone 326 LP Pz) huzalkésleltetésű lőszer volt, azaz egy 300 mm hosszú biztosítóhuzallal volt felszerelve, mely a kilövés után a járműtől távolabb oldotta ki a biztosítószeget és gyújtotta be a robbantóanyagot. A 9,2 cm-es gránátot időzítő gyújtóval látták el, mely lehetővé tette a terepsík feletti időzített robbantást.
Alkalmazták Tiger I, Tiger B és Panther típusokon a toronytető páncélzatában, valamint a Sturmgeschütz IV és a Jagdtiger rohamlövegek tetőpáncéljába építve is. Ezt megelőzően a harckocsik sarokéleire szerelt S-Mine repeszgránát-vetőket alkalmazták, illetve lőréseket alakítottak ki a beltérből való pisztolyos és géppisztolyos tüzelésre. Egyik sem volt igazán hatékony eszköz a jármű közelében harcoló gyalogság ellen.

## Galéria

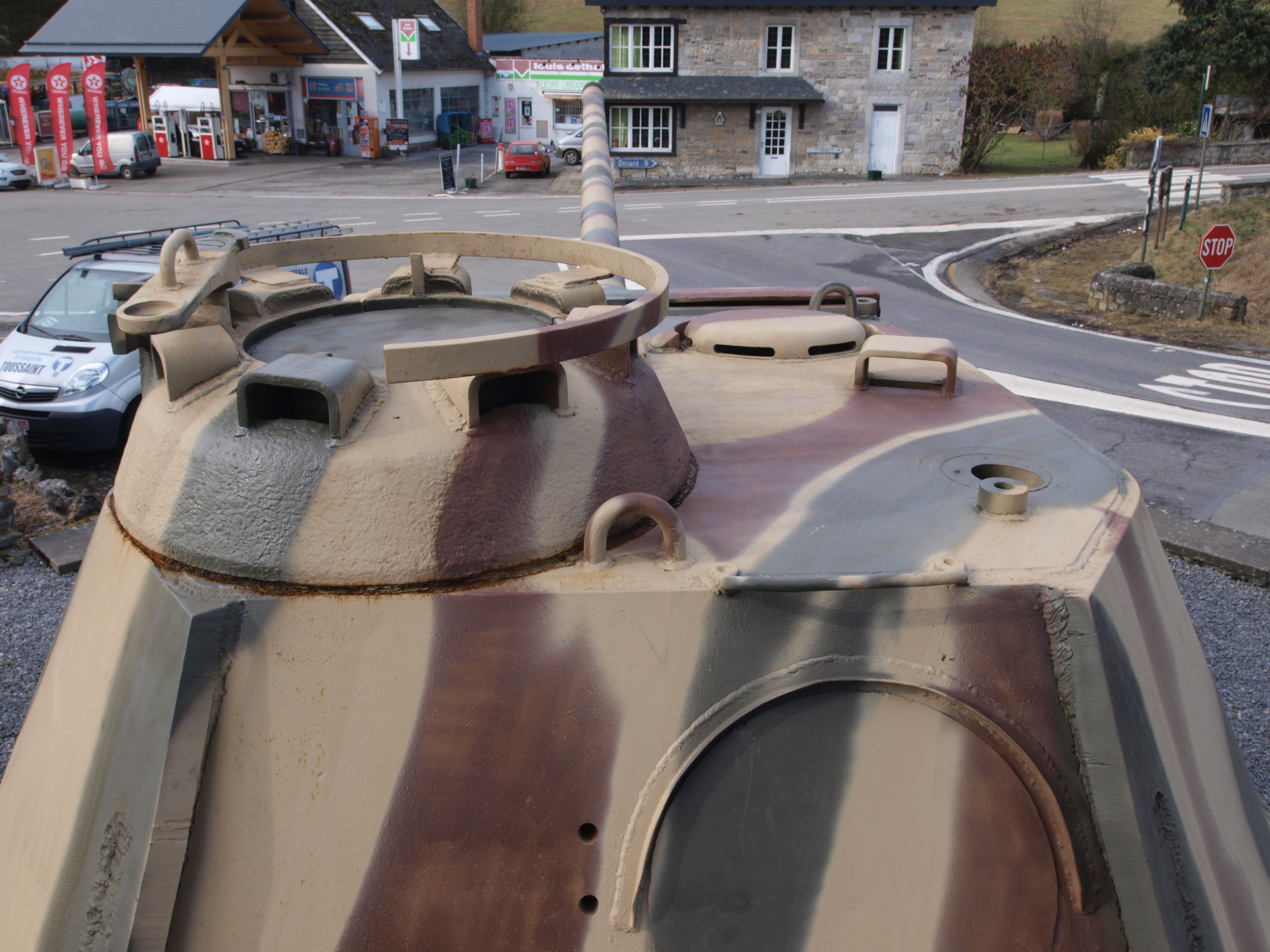
Celles közelében kiállított Panther G toronytetejének jobb szélén megfigyelhető a Nahverteidigungswaffe nyílása
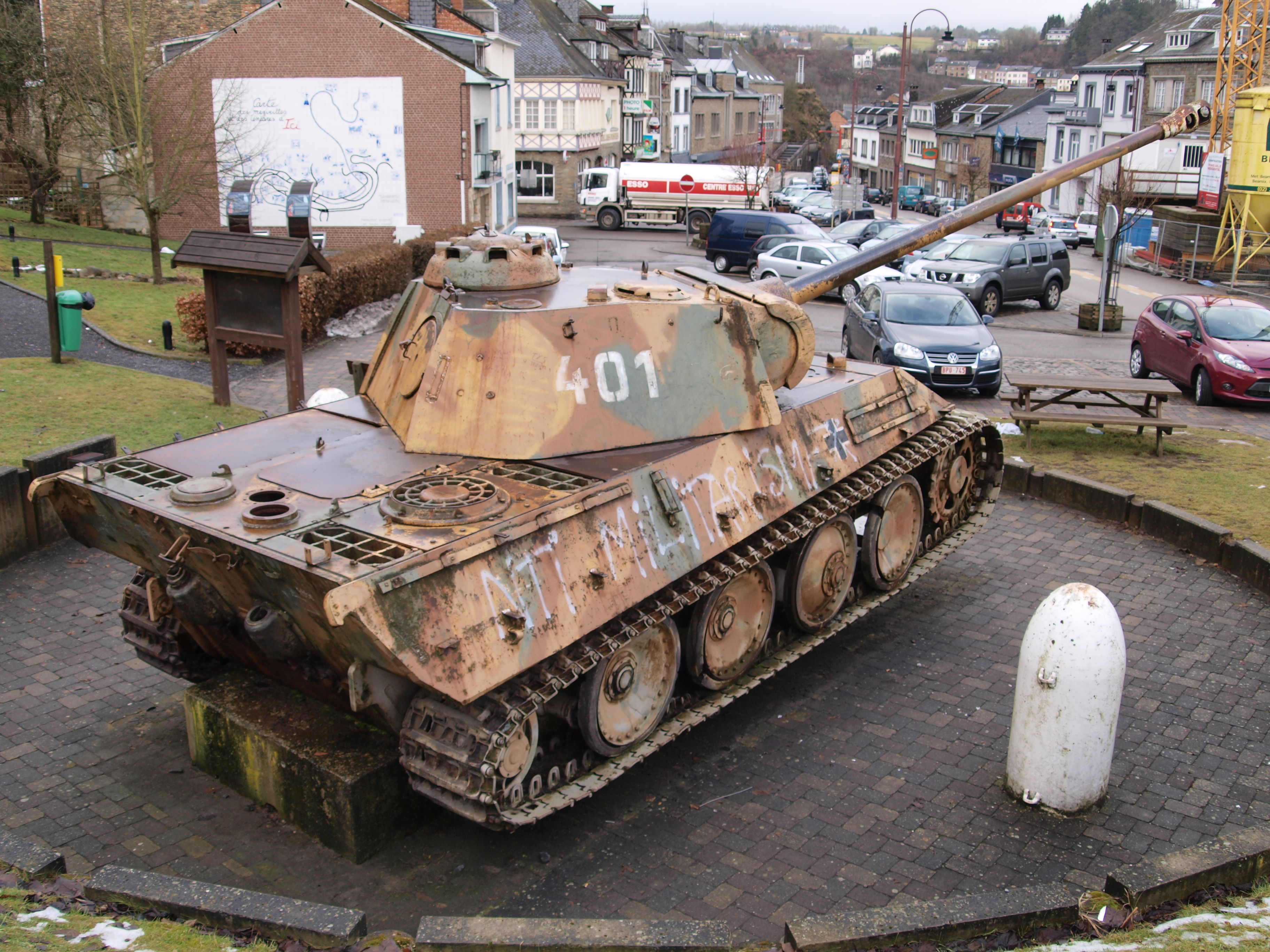
Egy houffalize-i Panther G-n ugyanazon a helyen
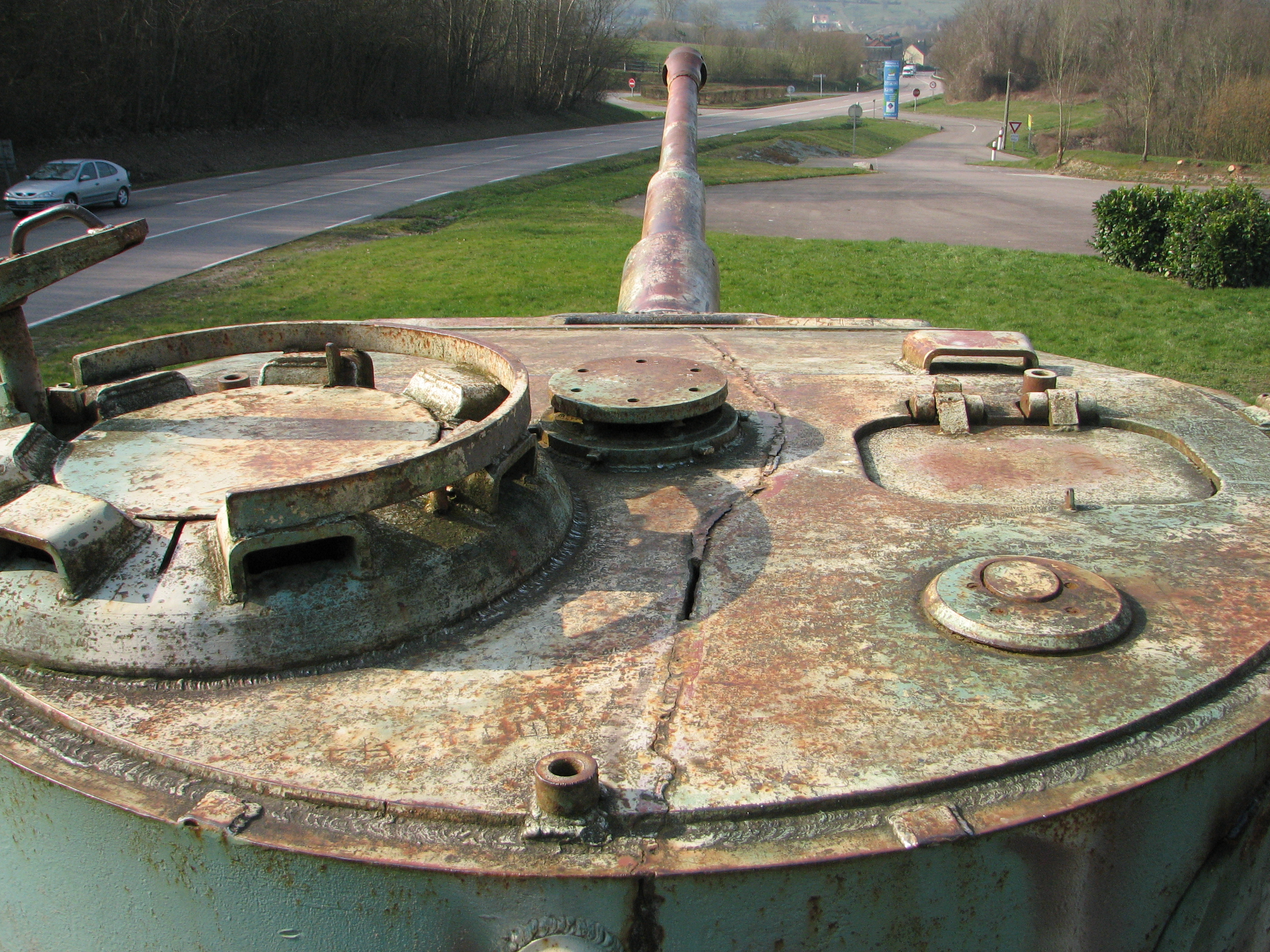
A Vimoutiers-nél kiállított, megerősített tetőpáncélzatú kései Tiger I

## Fordítás
- Ez a szócikk részben vagy egészben  a   Nahverteidigungswaffe című angol Wikipédia-szócikk ezen változatának fordításán alapul.  Az eredeti cikk szerkesztőit annak laptörténete sorolja fel. Ez a jelzés csupán a megfogalmazás eredetét és a szerzői jogokat jelzi, nem szolgál a cikkben szereplő információk forrásmegjelöléseként.
- Ez a szócikk részben vagy egészben  a   Nahverteidigungswaffe című német Wikipédia-szócikk ezen változatának fordításán alapul.  Az eredeti cikk szerkesztőit annak laptörténete sorolja fel. Ez a jelzés csupán a megfogalmazás eredetét és a szerzői jogokat jelzi, nem szolgál a cikkben szereplő információk forrásmegjelöléseként.